# Sisu
Pour l’article homonyme, voir Sisu : de l'or et du sang.
 (avril 2016).
Si vous disposez d'ouvrages ou d'articles de référence ou si vous connaissez des sites web de qualité traitant du thème abordé ici, merci de compléter l'article en donnant les références utiles à sa vérifiabilité et en les liant à la section « Notes et références ».
Le terme sisu est un mot finnois sans équivalent exact en français, d’un sens proche de « courage », « ténacité », « persévérance » ou « détermination », qui est un véritable état d'esprit en Finlande,,,.
Une périphrase en forme de mot d'ordre est parfois employée pour affirmer son caractère extrême : En anna periksi, « je ne rendrai pas les ruines » (tant que je serai vivant).

## Étymologie
Le mot « sisu » a pour racine sis- que l'on retrouve dans sisä-, « intérieur » et sisus « entrailles », « tripes ». Il renvoie à la notion archaïque et commune à bien des civilisations que le courage se situe dans le ventre, dont témoignent notamment les expressions « en avoir dans le ventre » en français, ou « he's got guts » en anglais. Le verbe ganbaru en japonais a un sens similaire au terme sisu.

## Histoire
La notion de sisu sera élevée au rang de mythe national par la propagande lors de la guerre d'Hiver en 1939, au point que, à l'issue de la Seconde Guerre mondiale, il était courant de déclarer plaisamment que la Finlande (Suomi) était le pays des trois S : Sisu, Sauna et Sibelius.
La résistance civile du grand-duché de Finlande à la russification à la même époque représente l'aspect collectif du sisu. Une résistance obstinée de toutes les couches de la société (du clergé à la presse) préserva les Finlandais, non seulement de l'assimilation forcée, mais aussi de la déportation et de la répression féroce dont avaient été victimes des populations de pays annexés par les tsars, comme la Pologne. Ce même aspect collectif du sisu se retrouve lors de la guerre civile finlandaise, puis lors des deux guerres contre l'URSS pendant la Seconde Guerre mondiale, et enfin pendant la Guerre froide, lorsque la Finlande a dû faire face aux conditions écrasantes du traité de Paris, et à la finlandisation imposée par son puissant voisin soviétique.

## Littérature
C'est le cœur de l'âme finlandaise, l'acharnement patient qui permet aux Finlandais d'affronter toutes les situations et de mener à bien leurs objectifs. La littérature finnoise décrit souvent cet état d'esprit sans forcément le nommer. On peut citer les premières pages de Ici, sous l'étoile polaire de Väinö Linna où l'on voit un métayer, à la fin du XIXe siècle, étudier et réaliser l'assèchement d'un marais, minutieusement et sans jamais renoncer devant les difficultés. 
Pentti Haanpää, dans son roman Guerre dans le désert blanc, en donne sa propre définition, et son traducteur, Aurélien Sauvageot, propose le mot de « cran », qui s'emploie notamment en français dans l'expression « avoir du cran » :

« ... Mais l'adage finit par prévaloir selon lequel le Finnois ne croit pas tant qu'il n'a pas essayé.
Le Finnois s'est battu auparavant. Il a tout éprouvé, tout subi et il a été un contre dix et contre trente, et il a été vaincu dans la bataille, et il a eu parfois aussi de petites victoires dont il n'a rapporté chez lui, comme c'est le cas à la guerre, que des blessures, des bleus et de la ténacité, et du cran, le cran finnois. Plus d'une fois l'ennemi a déferlé sur le pays, et le Finnois a fait encore de son mieux, mais jamais il n'a été écrasé jusqu'à être complètement éteint. Il a longtemps habité sur son promontoire boisé et il y habite toujours. … »

— Extrait de Guerre dans le désert blanc, Pentti Haanpää